# Jean Maubille
Jean Maubille, né en 1964 à Léopoldville, est un auteur-illustrateur belge de langue française, spécialisé dans la littérature d'enfance et de jeunesse.

## Biographie
Diplômé de l'Académie royale des beaux-arts de Bruxelles, Jean Maubille a exercé les métiers de professeur de dessin et d'instituteur avant de devenir gardien d'enfants, une profession en lien direct avec son activité d'auteur. Il a contribué aux revues Dopido et Dorémi, éditées par les Éditions Averbode.
Il remporte en 2002 le Prix Pitchou pour son livre Et le petit dit….
Quatre de ses ouvrages (Et le petit dit..., Grrr !, Sous la couette et Petits ! Petits !) ont été traduits en espagnol et édités par Editorial Océano de México.

## Œuvres
- Rachid, L'École des loisirs, coll. « Pastel », 1992 (ISBN 978-2-211-05807-0)
- Télé pipi, L'École des loisirs, coll. « Pastel », 1993 (ISBN 978-2-211-01474-8)
- Hop !, L'École des loisirs, coll. « Pastel », 1995 (ISBN 978-2-211-03129-5)
- Croque-Dino, L'École des loisirs, coll. « Pastel », 1996 (ISBN 978-2-211-03615-3)
- Hou ! Hou !, L'École des loisirs, coll. « Pastel », 1997, 25 p. (ISBN 978-2-211-04237-6)
- Tu pars, Petit-Loup ?, L'École des loisirs, coll. « Pastel », 1998 (ISBN 978-2-211-04599-5)
- Bzz ! Bzz !, L'École des loisirs, coll. « Pastel », 1999 (ISBN 978-2-211-05463-8)
- Quand je serai grande, L'École des loisirs, coll. « Pastel », 1999 (ISBN 978-2-211-05068-5)
- Dans la boue, L'École des loisirs, coll. « Pastel », 2000 (ISBN 978-2-211-05559-8)
- Dans la mare, L'École des loisirs, coll. « Pastel », 2000 (ISBN 978-2-211-05557-4)
- Gipsi ne sait pas se décider, L'École des loisirs, coll. « Pastel », 2000 (ISBN 978-2-211-05713-4)
- La Maison du petit Bouh !, L'École des loisirs, coll. « Pastel », 2000 (ISBN 978-2-211-05686-1)
- Et le petit dit..., L'École des loisirs, coll. « Pastel », 2001, 18 p. (ISBN 978-2-211-05963-3)Lauréat du Prix Pitchou 2002[5]
- Grrr !, L'École des loisirs, coll. « Pastel », 2001 (ISBN 978-2-211-06063-9)
- Tut ! Tut ! Tut !, L'École des loisirs, coll. « Pastel », 2002 (ISBN 978-2-211-06434-7)
- Dans la maison du petit ver, L'École des loisirs, coll. « Pastel », 2003, 10 p. (ISBN 978-2-211-06828-4)
- Sous la couette, L'École des loisirs, coll. « Pastel », 2004, 21 p. (ISBN 978-2-211-07320-2)
- Tu viens jouer ?, L'École des loisirs, coll. « Pastel », 2004 (ISBN 978-2-211-07449-0)
- Jean Maubille, Une poule..., L'École des loisirs, coll. « Pastel », 2005 (ISBN 978-2-211-07797-2)
- Chez Mamie, L'École des loisirs, coll. « Pastel », 2006 (ISBN 978-2-211-08316-4)
- Petits ! Petits !, L'École des loisirs, coll. « Pastel », 2006, 18 p. (ISBN 978-2-211-08287-7)
- Bateau sur l'eau, Bruxelles/Paris, L'École des loisirs, coll. « Pastel », 2007 (ISBN 978-2-211-08567-0)
- Un petit cochon pendu au plafond, Bruxelles/Paris, L'École des loisirs, coll. « Pastel », 2007 (ISBN 978-2-211-08564-9)
- Petit ogre es-tu là ?, Bruxelles/Paris, L'École des loisirs, coll. « Pastel », 2007 (ISBN 978-2-211-08666-0)
- Clic, Crac... C'est le loup ?, Bruxelles/Paris, L'École des loisirs, coll. « Pastel », 2008, 24 p. (ISBN 978-2-211-09228-9)
- Mini Plume-Plume, Bruxelles/Paris, L'École des loisirs, coll. « Pastel », 2008 (ISBN 978-2-211-09053-7)
- Hé !..., Bruxelles/Paris, L'École des loisirs, coll. « Pastel », 2009 (ISBN 978-2-211-09416-0)
- Bobard et Tête de bois, Bruxelles/Paris, L'École des loisirs, coll. « Pastel », 2010 (ISBN 978-2-211-20086-8)
- Je ne suis pas tout nu !, Bruxelles/Paris, L'École des loisirs, coll. « Pastel », 2011, 24 p. (ISBN 978-2-211-20400-2)
- À bras... cadabra !, Bruxelles/Paris, L'École des loisirs, coll. « Pastel », 2017 (ISBN 978-2-211-23321-7)

## Réception critique
Laurence Bertels, de La Libre Belgique, lui trouve une « patte […] tonique, remuante, attachante » et le juge « doué pour s'adresser aux tout-petits sans jamais tomber dans la niaiserie ».